# Liste der Monuments historiques in Boistrudan
Die Liste der Monuments historiques in Boistrudan führt die Monuments historiques in der französischen Gemeinde Boistrudan auf.

## Liste der Objekte
| Bezeichnung                              | Beschreibung                                                     | Standort                                  | Kennzeichnung | Schutzstatus | Datum | Bild           |
| ---------------------------------------- | ---------------------------------------------------------------- | ----------------------------------------- | ------------- | ------------ | ----- | -------------- |
| Retabel des Hauptaltars                  | Stein, 1686                                                      | in der Kirche St-Jacques-le-Majeur (Lage) | PM35000059    | Classé       | 1953  | weitere Bilder |
| Kelch und Patene                         | Silber, vergoldet, 18. Jahrhundert                               | in der Kirche St-Jacques-le-Majeur (Lage) | PM35000061    | Classé       | 1975  |                |
| Retabel des Rosenkranzaltars             | Holz, polychrom gefasst und vergoldet, Ende des 17. Jahrhunderts | in der Kirche St-Jacques-le-Majeur (Lage) | PM35001084    | Inscrit      | 1913  | weitere Bilder |
| Nikolausaltar mit Retabel und Tabernakel | Holz, 17. Jahrhundert                                            | in der Kirche St-Jacques-le-Majeur (Lage) | PM35001085    | Inscrit      | 1974  | weitere Bilder |
| Kelch und Patene                         | Silber, vergoldet, um 1800                                       | in der Kirche St-Jacques-le-Majeur (Lage) | PM35000060    | Classé       | 1975  |                |
| Kelch und Patene                         | Silber, 17. oder 18. Jahrhundert                                 | in der Kirche St-Jacques-le-Majeur (Lage) | PM35000062    | Classé       | 1975  |                |
| Bleiglasfenster: Kreuzigung Jesu         | 16. Jahrhundert                                                  | in der Kirche St-Jacques-le-Majeur (Lage) | PM35000063    | Classé       | 1975  |                |